# Farmington (casa)
Farmington è una residenza situata vicino a Charlottesville, nella Contea di Albemarle, in Virginia. L'edificio fu notevolmente ampliato grazie a un progetto realizzato da Thomas Jefferson, all'epoca Presidente degli Stati Uniti. La casa originaria venne costruita a metà del XVIII secolo per Francis Jerdone su una proprietà di circa 709 ettari. Nel 1785, Jerdone vendette la tenuta a George Divers, amico di Jefferson. Nel 1802, Divers chiese a Jefferson di progettare un'espansione della casa. La residenza, notevolmente ingrandita nel corso del tempo, oggi funge da club privato.

## Descrizione
L'ampliamento di Jefferson costituisce l'attuale facciata principale dell'edificio, composta da un ottagono allungato con il suo asse maggiore perpendicolare al grande portico tuscanico tetrastilo. La casa originaria era una struttura in mattoni di due piani e tre campate, con un seminterrato e una pianta a corridoio laterale. Presentava due stanze al piano terra e due al primo piano. L'aggiunta di Jefferson si estende verso est.
Il portico dell'ampliamento si sviluppa su due piani di fronte a tre campate principali, con la porta d'ingresso al centro, fiancheggiata dalle tipiche finestre a tre ante di Jefferson che si estendono fino al pavimento. La porta e le finestre sono coronate da finestre tonde che illuminano il piano superiore. Su entrambi i lati si proiettano ali semicircolari con finestre che riprendono quelle della parte centrale. Nel progetto di Jefferson e nella costruzione realizzata, l'ottagono allungato era diviso in due stanze di dimensioni disuguali.
Gli interni subirono pesanti modifiche a seguito di un incendio a metà del XIX secolo, con la creazione di un ingresso centrale e di un secondo piano su tutta la superficie. Quando la proprietà divenne un country club, il secondo piano venne rimosso nel 1929 e i tre spazi vennero uniti in un unico ambiente. La casa fu ampliata notevolmente sul retro con spazi di servizio, sala da pranzo e alloggi .

## Oggi
Farmington è stata oggetto di un approfondito studio da parte dello storico dell'architettura dell'Università della Virginia, Fiske Kimball, che ha adattato il progetto per la sua residenza personale, Shack Mountain, oggi riconosciuto come monumento storico nazionale .
La stessa Farmington è stata inserita nel National Historic Landmark il 15 settembre 1970.